# 拿騷縣 (佛羅里達州)
拿騷縣（英語：Nassau County）是美国佛罗里达州东北角的一个县，東傍大西洋，北鄰喬治亞州。根据2020年美国人口普查数据，该县人口为90,352人，县治设在费南迪纳比奇。拿骚县是杰克逊维尔大都会统计区的一部分，该区域截至2022年的人口已达到约168万。近年来，由于该县靠近杰克逊维尔市中心，加上新住宅项目的开发、农业及旅游业的发展，以及新兴产业和企业的不断进驻，使得拿骚县的人口自2000年以来增长了四万余人。此外，因毗邻杜瓦尔县和乔治亚州的卡姆登县，拿骚县也吸引了大量驻扎在杰克逊维尔海军航空站、梅波特海军基地及国王湾海军潜艇基地的军人定居。
拿骚县的历史可追溯至印第安原住民时期，该地区最早由蒂穆夸族（Timucuan）印第安人居住。1824年，拿骚县从杜瓦尔县分出，正式成为佛罗里达州的一个县，与杜瓦尔县以拿骚河（Nassau River）和拿骚海峡（Nassau Sound）为界，这些名称均是纪念昔日德意志的拿騷公國。费南迪纳海滩所在的阿米莉亚岛素有“八旗之岛”（Isle of 8 Flags）之称，这是美国唯一一个曾经升起八面不同统治者旗帜的地区。自16世纪以来，这里先后经历了法国（1562年）、西班牙（1573年）、英国（1763年）、西班牙（1783年）、阿米莉亚岛爱国者（1812年）、佛罗里达共和国（1817年）、墨西哥共和国（1817年）、美利坚联盟国（1862年）以及美国（1821年）的统治。因此，这片土地保留了丰富的历史文化遗产，每年五月的第一个周末，当地都会举办“八旗虾节”（Isle of 8 Flags Shrimp Festival），纪念这片土地的独特历史和海洋文化。
拿骚县总面积为725.86平方英里（1,880.0平方公里），其中陆地面积为651.55平方英里（1,687.5平方公里），水域面积为74.30平方英里（192.4平方公里），占总面积的10.24%，主要是大西洋沿岸海域。该县北接圣玛丽河及乔治亚州，东临大西洋。阿米莉亚岛是佛罗里达沿海水道最北端的重要港口，同时也是拿骚县唯一有人居住的岛屿。
拿骚县的经济发展呈现多元化特点，涵盖农业、旅游业、商业、工业和公共服务等多个领域。县西部和中部以农业为主，特别是林业产业，西部地区有许多小型林场，而大型林业企业如雷欧尼尔则拥有大片森林用地。此外，美国造纸业巨头西岩公司和RYAM则在费南迪纳比奇设有工厂。旅游业是拿骚县的支柱产业之一，阿米莉亚岛和费南迪纳比奇每年吸引数十万游客。阿米莉亚岛丽思卡尔顿酒店（The Ritz-Carlton, Amelia Island）和欧姆尼阿米莉亚岛度假村（Omni Amelia Island Resort）是该县最著名的度假酒店，为当地带来了大量游客及相关经济收益。
交通方面，四条主要高速公路贯穿拿骚县，包括95号州际公路（I-95）、1号国道及其支路301号国道（US 1、US 301）、17号国道（US 17）以及A1A号州道（SR A1A）。此外，杰克逊维尔国际机场距离阿米莉亚岛约25英里。